# Lövölde tér (dal)
A Lövölde tér Kern András 1985-ben megjelent dala, mely a Kern című nagylemez 10. zeneszáma. Zenéjét Másik János, szövegét Horváth Attila és Kern András írta. A dal és az album producere Heilig Gábor.

## Szövege

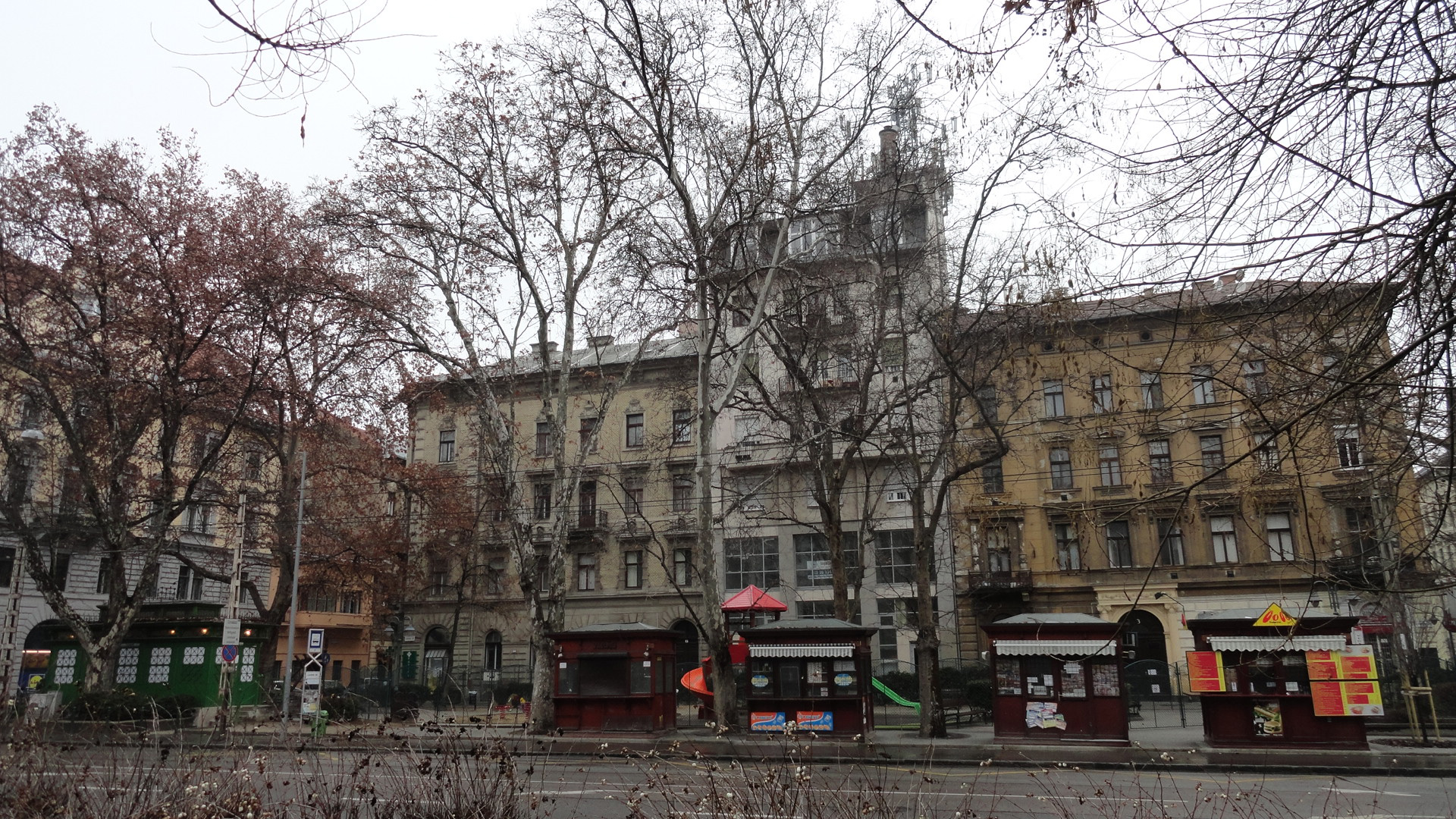
A megénekelt bódék a Lövölde téren

Szövegét Horváth Attila és az előadó Kern András szerezte. A dal egy szerelemről, annak elmúlásáról, az elmúlás és reménytelenség nyomán érzett lelki gyötrelmemről szól, melyet a tér hidege szimbolizál. A Lövölde tér a Terézváros és az Erzsébetváros határán található. A dal megemlíti a tér jellegzetes bódéit is.

## Zenéje
Műfaját tekintve a dal egy kuplé. Zenéjét Másik János szerezte, az album és a dal elkészítésében Zsoldos Béla, Sipos Endre, Eszményi Viktória, Lukácsházi Győző, Kemény Gábor, Kegye János, Friedrich Károly, Dés László és Kocsák Tibor működtek közre.

## Egyéb
- A dal megjelenése óta igen népszerűnek számít, ezért Kern András további albumain is megtalálható, és több együttes, köztük a Budapest Bár is feldolgozta már.
- Lövölde tér címet viseli Kern András 2012-ben megkezdett koncertsorozata, melynek programjában a címadó dal mellett további slágerek találhatóak meg.[6][7]